# Hôtel de Roaldès
L'hôtel de Roaldès, appelé aussi Maison Henri IV, est une maison de ville située à Cahors dans le département du Lot en France.

## Histoire

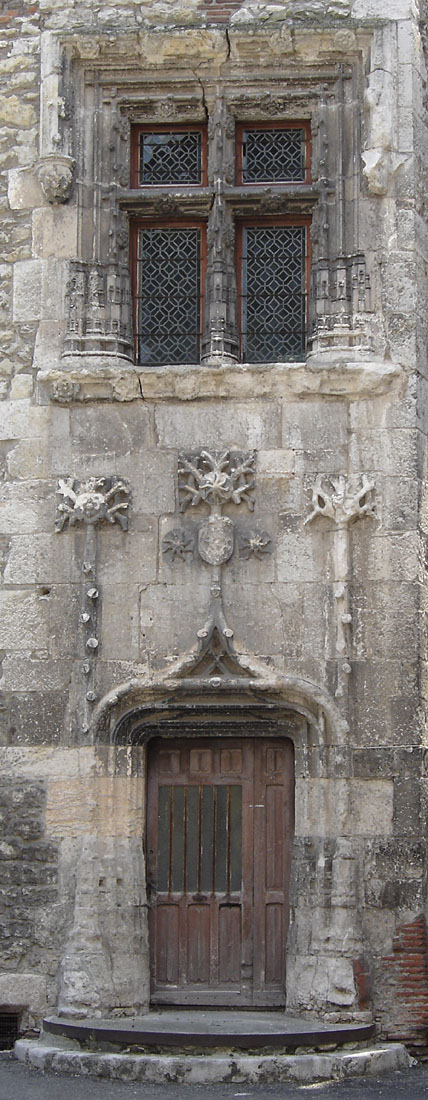
Détail de la façade.

L'hôtel est construit sur les bases d'un bâtiment préexistant, à la fin du XVe siècle.
Le roi Henri IV y aurait séjourné lors des Guerres de religion qui ont fait rage dans la région, en 1580, après le siège de Cahors. 
La maison a été achetée par un membre de la famille Roaldès en 1661. La famille de Roaldès qui vit toujours à Cahors, a compté au XVIe siècle, un juriste célèbre, François Roaldès, professeur à l'université de Cahors. Elle l'a conservée jusqu'en 1880. Puis le propriétaire suivant a ajouté un étage côté sud. L'hôtel est racheté en 1912 par un membre de la famille de Roaldès. Des travaux sont faits pour faire apparaître les colombages sur la façade sud. Le dernier étage de la façade sud a été transformée en soleilho. La partie gauche de la façade a été refaite.
L'hôtel est classé au titre des monuments historiques par la liste de 1862.